# Aranha (Brumadinho)
Aranha é um distrito do município brasileiro de Brumadinho, no estado de Minas Gerais. Segundo o censo demográfico de 2022, realizado pelo Instituto Brasileiro de Geografia e Estatística (IBGE), sua população era de 2 612 habitantes e havia 906 domicílios particulares permanentes ocupados. Possui área de 64,26 km² conforme a Fundação João Pinheiro (FJP). Foi criado pela lei provincial nº 3.271 de 30 de outubro de 1884.
De acordo com o IBGE, em 2010 a população era de 1 959 habitantes e havia 986 domicílios particulares.